# 229 TCN
229 TCN là một năm trong lịch La Mã.

## Sinh
Tần Nhị Thế, Hoàng đế thứ hai của Tần quốc

## Mất
- Triệu Cơ